# Philippe Médard
Philippe Médard (ur. 10 czerwca 1959 w Meslay-du-Maine, zm. 29 września 2017) – francuski piłkarz ręczny, brązowy medalista z Barcelony. Na igrzyskach zagrał w pięciu meczach i strzelił 2 gole. 7 razy zdobył mistrzostwo Francji między 1980 a 1991 rokiem z klubami Stella St-Maur (1980), HBC Gagny (1982, 1985-1987) i USAM Nîmes (1990, 1991). Łącznie w reprezentacji zagrał 188 meczów. Po igrzyskach olimpijskich zakończył karierę. Zmarł 29 września 2017 po długiej chorobie.